# Инспектор и ночь
«Инспектор и ночь» — детективный кинофильм производства Болгарии по сценарию Богомила Райнова, 1963 год.

## Сюжет
В своей квартире найден мёртвым некто Маринов, человек сомнительных моральных качеств с небезупречным прошлым. Всё говорит о том, что он покончил с собой. Смерть Маринова, похоже, никого не опечалила, и дотошный милицейский инспектор (его все называют просто Инспектор) решает проверить, не помог ли ему кто-то умереть. Версия самоубийства в конце концов подтверждается, но по ходу дела Инспектор распутывает сложный клубок отношений самых разных людей, окружавших Маринова.

## Исполнители
- Георги Калоянчев — Инспектор (советский дубляж — Зиновий Гердт)
- Невена Коканова — Жанна
- Димитр Панов — судебно-медицинский эксперт  (советский дубляж — Борис Баташев)
- Стефан Годуларов — Димов
- Лео Конфорти — Баев
- Цонка Митева — тётя Катя
- Иван Андонов — инженер Славов
- Константин Коцев — доктор Колев
- Искра Хаджиева — Дора
- Стефан Данаилов — Том
- Наум Шопов — лейтенант
- Корнелия Божанова — девушка на почте
- Иван Янчев — начальник милиции

## Съёмочная группа
- Режиссёр — Рангел Вылчанов
- Сценарист — Богомил Райнов
- Оператор — Димо Коларов
- Композитор — Симеон Пиронков
- Художник — Иван Кирков